# 39167 Opitom
39167 Opitom este o planetă minoră (asteroid), cu un diametru de 6,114 km, din centura de asteroizi. A fost descoperită pe 20 noiembrie 2000 la Stația Anderson Mesa de Lowell Observatory Near-Earth-Object Search. 
Obiectul prezintă o orbită caracterizată de o semiaxă mare de 3,1203337 UAi, o excentricitate de 0,11, o înclinație de 1,0902 ° în raport cu ecliptica.